# Kōno Hironaka

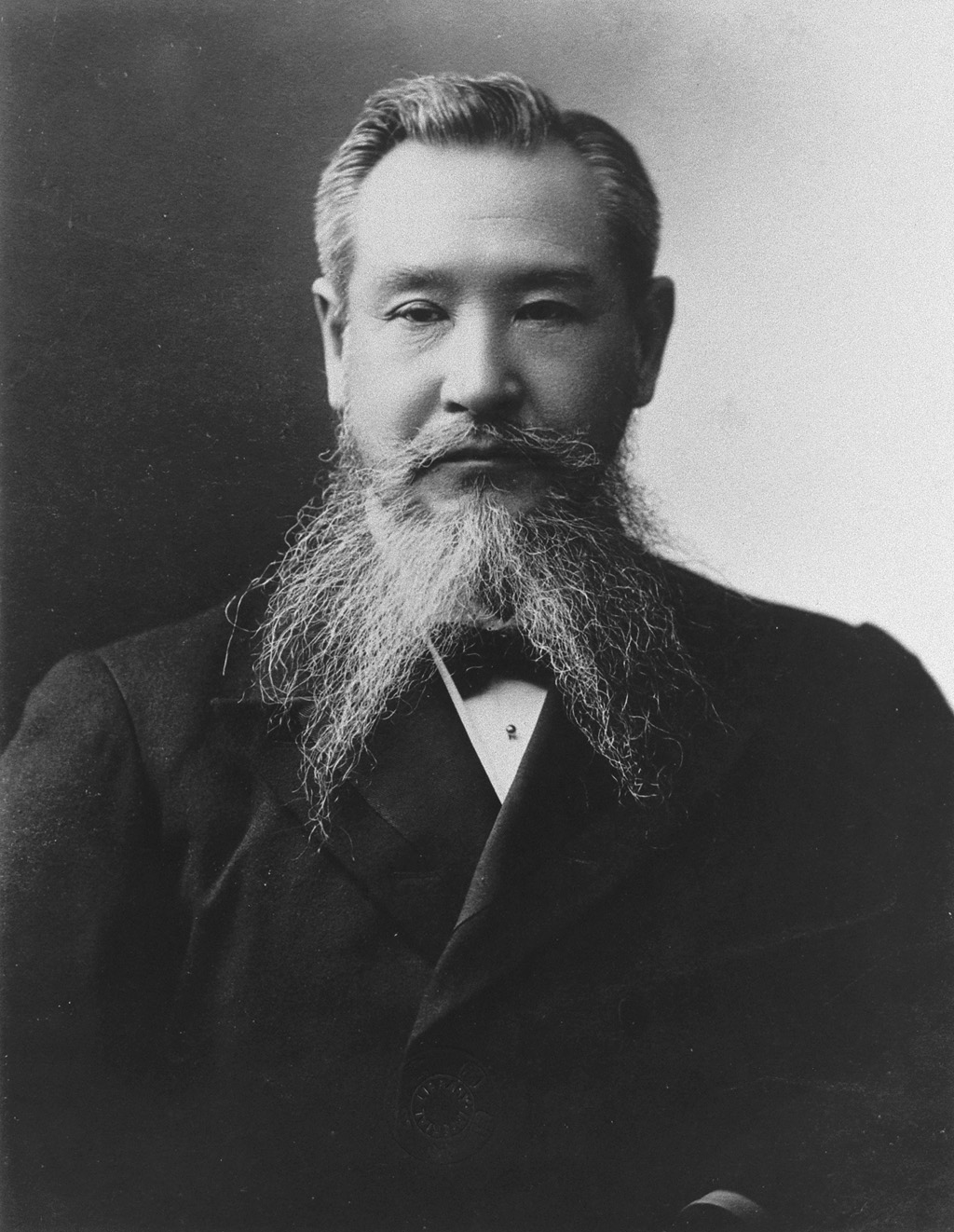
Kōno Hironaka

Kōno Hironaka (japanisch 河野 廣中; geb. 24. August 1849 (lunisolar 7.7.Kaei 2) in Miharu (三春町, Miharu-machi) in der heutigen Präfektur Fukushima; gest. 29. Dezember 1923) war ein japanischer Politiker während der Meiji- und Taishō-Zeit.

## Leben und Werk
Kōno Hironaka wurde in Fukushima geboren und kämpfte im Boshin-Krieg gegen das Bakufu. Er spielte in den 1870er Jahren eine führende Rolle in der Demokratie-Bewegung und schloss sich 1881 der Jiyūtō (自由党) an, der ersten echten politischen Partei in Japan. Er wurde 1881 zum Präsidenten der Präfekturversammlung Fukushima gewählt, geriet aber im Jahr drauf wegen der Fukushima-Unruhen Konflikt mit dem Gouverneur Mishima Michitsune und kam 1883 ins Gefängnis.
Nachdem Kōno 1889 begnadigt worden war, wurde er ab 1890 bei der ersten Wahl zum Abgeordnetenhaus, dem Unterhaus des neugeschaffenen Reichstags, im damaligen Wahlkreis 3 seiner Heimatpräfektur gewählt und war in 14 aufeinander folgenden Legislaturperioden Abgeordneter. Er gehörte zu den führenden Personen in der Jiyūtō, verließ diese aber 1897 und schloss sich der rivalisierenden Kensei Hontō (憲政本党) an. Er wurde danach Mitglied der Rikken Kokumintō (立憲国民党), der Rikken Dōshikai (立憲同志会) und schließlich der Kenseikai (憲政会).
1903 folgte er auf den verstorbenen Kataoka Kenkichi als Präsident des Abgeordnetenhauses, aber schon seine Eröffnungsrede, in der er für ein Amtsenthebung der Regierung forderte, führte zu einer Auflösung des Abgeordnetenhauses. – Konō kam 1905 im Zusammenhang mit den Hibiya-Unruhen noch einmal ins Gefängnis, wurde aber im folgenden Jahr entlassen. Er blieb in der Opposition, ausgenommen einer Periode 1915 bis 1916, als er im zweiten Kabinett Ōkuma den Posten des Ministers für Landwirtschaft und Handel bekleidete. – Seine letzten Jahre waren mit dem Engagement für die „Bewegung für das allgemeine Wahlrecht“ (普通選挙運動, futsū senkyo undō), also für die Abschaffung des damals in Japan gültigen Zensuswahlrechts, ausgefüllt.